# Wahlkreis Leipzig 3
Der Wahlkreis Leipzig 3 ist der Wahlkreis Nr. 27 bei den Wahlen zum Sächsischen Landtag. Er ist einer von acht Leipziger Wahlkreisen und umfasst die Ortsteile Zentrum-Nord, Gohlis-Süd, Gohlis-Mitte, Gohlis-Nord und Eutritzsch.

## Wahl 2024
Für die Landtagswahl in Sachsen 2024 wurden die Leipziger Wahlkreise neu zugeschnitten. Der neue Wahlkreis Leipzig 3 setzt sich nun aus Teilen der bisherigen Wahlkreise Leipzig 5 und Leipzig 6 zusammen, während der bisherige Wahlkreis Leipzig 3 auf die neuen Wahlkreise Leipzig 5 und Leipzig 7 aufgeteilt wurde.
Zur Landtagswahl 2024 traten folgende Direktkandidaten und Parteien an:
| Direktkandidat     | Partei              | Erststimmen in % | Zweitstimmen in % |
| ------------------ | ------------------- | ---------------- | ----------------- |
| Wolf-Dietrich Rost | CDU                 | 29,8             | 28,5              |
| Christoph Neumann  | AfD                 | 18,1             | 17,1              |
| Cornelia Falken    | Die Linke           | 08,9             | 09,4              |
| Petra Čagalj Sejdi | GRÜNE               | 15,4             | 11,9              |
| Bettina van Suntum | SPD                 | 11,6             | 13,8              |
| Robin Schaluschke  | FDP                 | 01,6             | 01,5              |
| Jochen Reitstätter | Freie Wähler        | 01,6             | 01,8              |
| Oliver Gaden       | Die PARTEI          | 02,9             | 01,6              |
| –                  | Piratenpartei       | –                | 00,6              |
| –                  | ÖDP                 | –                | 00,1              |
| –                  | BüSo                | –                | 00,1              |
| –                  | Tierschutz hier!    | –                | 01,1              |
| –                  | dieBasis            | –                | 00,2              |
| –                  | Bündnis C           | –                | 00,1              |
| –                  | Bündnis Deutschland | –                | 00,3              |
| Sascha Jecht       | BSW                 | 09,2             | 10,5              |
| –                  | Freie Sachsen       | –                | 00,7              |
| –                  | V-Partei3           | –                | 00,4              |
| –                  | WU                  | –                | 00,2              |

## Wahl 2019
Bis zur Landtagswahl 2019 umfasste der Wahlkreis Leipzig 3 die Ortsteile Kleinzschocher, Großzschocher, Knautkleeberg-Knauthain, Hartmannsdorf-Knautnaundorf, Schönau, Grünau-Ost, Grünau-Mitte, Grünau-Siedlung, Lausen-Grünau, Grünau-Nord, Miltitz und Burghausen-Rückmarsdorf.
| Direktkandidat     | Partei               | Erststimmen in % | Zweitstimmen in % |
| ------------------ | -------------------- | ---------------- | ----------------- |
| Andreas Nowak      | CDU                  | 28,3             | 29,0              |
| Petra Böhme        | AfD                  | 26,3             | 25,0              |
| Adam Bednarsky     | Die Linke            | 20,7             | 15,1              |
| Petra Cagalj Sejdi | GRÜNE                | 08,4             | 08,8              |
| Waltra Heinke      | SPD                  | 07,9             | 09,5              |
| Friedrich Vosberg  | FDP                  | 04,0             | 03,4              |
| Monika Baier       | Freie Wähler         | 03,7             | 02,6              |
| Birgitta Gündler   | BüSo                 | 00,7             | 00,2              |
| –                  | Tierschutz           | –                | 02,1              |
| –                  | Die PARTEI           | –                | 01,8              |
| –                  | Gesundheitsforschung | –                | 00,6              |
| –                  | NPD                  | –                | 00,4              |
| –                  | Piraten              | –                | 00,4              |
| –                  | Blaue Partei         | –                | 00,4              |
| –                  | ADPM                 | –                | 00,2              |
| –                  | KPD                  | –                | 00,2              |
| –                  | ÖDP                  | –                | 00,2              |
| –                  | Die Humanisten       | –                | 00,2              |
| –                  | PDV                  | –                | 00,1              |

## Wahl 2014
Zur Sächsischen Landtagswahl am 31. August 2014 gab es Veränderungen bei den Landtagswahlkreisen. Seitdem trägt der Wahlkreis Leipzig 3 die Wahlkreisnummer 29 (zuvor 27). Im Vergleich zur vorherigen Aufteilung kamen die Stadtteile Kleinzschocher, Großzschocher, Knautkleeberg-Knauthain und Hartmannsdorf-Knautnaundorf hinzu.
| Amtliches Endergebnis der Landtagswahl am 31. August 2014 in Sachsen im Wahlkreis 029 Leipzig 3 (Ergebnisse in Prozent) |

| Direktkandidat   | Partei          | Erststimmen in % | Zweitstimmen in % |
| ---------------- | --------------- | ---------------- | ----------------- |
| Andreas Nowak    | CDU             | 31,3             | 32,9              |
| Dietmar Pellmann | Die Linke       | 29,9             | 26,6              |
| Guido Machowski  | SPD             | 15,6             | 15,1              |
| Ralf-Peter Wirth | FDP             | 03,1             | 03,0              |
| Oliver Seidel    | GRÜNE           | 05,0             | 05,4              |
| Thomas Lindemann | NPD             | 03,7             | 04,2              |
|                  | Tierschutz      | 0,×              | 01,3              |
| Werner Willeke   | Piraten         | 01,4             | 01,0              |
| Karsten Werner   | BüSo            | 00,4             | 00,2              |
|                  | DSU             | 0,×              | 00,1              |
| Uwe Wurlitzer    | AfD             | 08,5             | 08,8              |
|                  | Pro Deutschland | 0,×              | 00,2              |
| Silvia Droese    | Freie Wähler    | 01,1             | 00,8              |
|                  | Die Partei      | 0,×              | 00,5              |

## Wahl 2009
Bis zur Landtagswahl 2009 umfasste der Wahlkreis Leipzig 3 (Wahlkreis 27) lediglich den Stadtbezirk West mit den Ortsteilen Schönau, Grünau-Ost, - Mitte, -Nord und -Siedlung, Lausen-Grünau und Miltitz sowie vom Stadtbezirk Alt-West die Ortsteile Burghausen-Rückmarsdorf und Böhlitz-Ehrenberg. Bei dieser Landtagswahl waren 55.232 Einwohner wahlberechtigt.
| Amtliches Endergebnis der Landtagswahl am 30. August 2009 in Sachsen im Wahlkreis 027 Leipzig 3 (Ergebnisse in Prozent) |

| Direktkandidat   | Partei          | Erststimmen in % | Zweitstimmen in % |
| ---------------- | --------------- | ---------------- | ----------------- |
| Dietmar Kern     | CDU             | 30,1             | 32,4              |
| Dietmar Pellmann | Die Linke       | 31,3             | 29,3              |
| Margit Weihnert  | SPD             | 15,2             | 14,1              |
| Oliver Lehm      | NPD             | 4,3              | 4,1               |
| Ralf-Peter Wirth | FDP             | 11,7             | 8,4               |
| Jürgen Kasek     | GRÜNE           | 7,4              | 5,9               |
| -                | Tierschutz      | -                | 2,5               |
| -                | PBC             | -                | 0,1               |
| -                | BüSo            | -                | 0,2               |
| -                | DSU             | -                | 0,2               |
| -                | REP             | -                | 0,1               |
| -                | Freie Sachsen   | -                | 1,0               |
| -                | FP Deutschlands | -                | 0,1               |
| -                | Humanwirtschaft | -                | 0,1               |
| -                | Piraten         | -                | 1,5               |
| -                | SVP             | -                | 0,2               |

## Wahl 2004
Die Landtagswahl 2004 hatte folgendes Ergebnis:
| Direktkandidat    | Partei     | Erststimmen in % | Zweitstimmen in % |
| ----------------- | ---------- | ---------------- | ----------------- |
| Michaela Neuwirth | CDU        | 29,2             | 32,1              |
| Dietmar Pellmann  | PDS        | 32,7             | 30,4              |
| Margit Weihnert   | SPD        | 17,9             | 15,7              |
| Leonhard Kasek    | GRÜNE      | 5,7              | 4,9               |
| Jens Pühse        | NPD        | 6,3              | 6,6               |
| Holger Krahmer    | FDP        | 5,0              | 4,4               |
| Karl-Heinz Obser  | DSU        | 1,7              | 0,7               |
| -                 | PBC        | -                | 0,3               |
| -                 | GRAUE      | -                | 1,3               |
| -                 | BüSo       | -                | 0,8               |
| -                 | AUFBRUCH   | -                | 0,6               |
| -                 | DGG        | -                | 0,3               |
| -                 | Tierschutz | -                | 1,9               |
| Mario Grüner      | PLB        | 1,4              | -                 |

## Wahl 1999
Die Landtagswahl 1999 fand am 19. September 1999 statt und hatte für den Wahlkreis Leipzig 3 folgendes Ergebnis.
| Direktkandidat   | Partei                    | Erststimmen in % | Zweitstimmen in % |
| ---------------- | ------------------------- | ---------------- | ----------------- |
| Volker Schimpff  | CDU                       | 42,6             | 44,9              |
| Margit Weihnert  | SPD                       | 19,0             | 15,2              |
| Dietmar Pellmann | PDS                       | 34,1             | 30,5              |
|                  | GRÜNE                     |                  | 02,5              |
| Sylvia Kolbe     | F.D.P.                    | 01,4             | 00,8              |
|                  | BüSo                      |                  | 00,2              |
| Lothar Schröder  | DSU                       | 01,6             | 00,4              |
|                  | GRAUE                     |                  | 00,4              |
|                  | REP                       |                  | 01,1              |
| -                | FP Deutschlands           | -                | 00,0              |
| -                | pro DM                    | -                | 02,0              |
| -                | KPD                       | -                | 00,1              |
|                  | NPD                       |                  | 01,5              |
|                  | Forum                     |                  | 00,3              |
| -                | PBC                       | -                | 00,1              |
| Ramona Weigel    | SPAREN JA - ABER GERECHT! | 01,3             |                   |

Es waren 52.602 Personen wahlberechtigt. Die Wahlbeteiligung lag bei 51,1 %. Von den abgegebenen Stimmen waren 1,3 % ungültig. Als Direktkandidat wurde Volker Schimpff (CDU) gewählt. Er erreichte 42,6 % aller gültigen Stimmen.

## Wahl 1994
Die Landtagswahl 1994 fand am 11. September 1994 statt und hatte folgendes Ergebnis für den Wahlkreis Leipzig 3:
| Direktkandidat   | Partei         | Erststimmen in % | Zweitstimmen in % |
| ---------------- | -------------- | ---------------- | ----------------- |
| Volker Schimpff  | CDU            | 38,4             | 47,6              |
| Margit Weihnert  | SPD            | 26,0             | 19,0              |
|                  | F.D.P.         |                  | 01,0              |
|                  | GRÜNE          |                  | 05,3              |
|                  | DSU            |                  | 00,4              |
|                  | REP            |                  | 00,8              |
|                  | Forum          | -                | 00,7              |
| Dietmar Pellmann | PDS            | 22,7             | 24,4              |
|                  | SPS            | -                | 00,6              |
| Monika Nöcker    | Einzelbewerber | 07,8             | -                 |

Es waren 61.940 Personen wahlberechtigt. Die Wahlbeteiligung lag bei 50,0 %. Von den abgegebenen Stimmen waren 1,3 % ungültig. Als Direktkandidat wurde  Volker Schimpff (CDU) gewählt. Er erreichte 38,4 % aller gültigen Stimmen.